# Beijo AA Força
 (juillet 2018).
Beijo AA Força est un groupe de punk rock brésilien, originaire de Curitiba, en Paraná. Il est actif entre 1983 et 2007,. Le nom du groupe se réfère à un instrument de torture, une sorte de pince, que les nazis utilisaient sur les prisonniers polonais,.
La formation du groupe a vu défiler plusieurs membres, mais les membres permanents restaient Rodrigo Barros del Rey et Renato Quege. Leur style musical est un mélange de d'éléments punk rock, de punk hardcore, et de samba. Dans ses 24 ans de parcours, le groupe devient une référence dans la scène underground brésilienne, notamment pour ses affinités avec des poètes considérés comme marginaux : plusieurs de leurs compositions sont écrites par des personnalités comme Paulo Leminski, Marcos Prado, Roberto Prado, Thadeu Wojciechowski et Sérgio Viralobos,,,,.
Leur album Sem Suingue, sorti en 1995, est considéré par la presse spécialisée comme le meilleur dans la carrière des MPB,.

## Biographie
Beijo AA Força commence ses activités en 1983 après la séparation de Contrabanda, un groupe composé de Rodrigo Barros, Sérgio Viralobos et Renato Quege. Après la fin du groupe, les membres en forment un autre pour participer au Punk Festival de Curitiba, organisé le 13 novembre 1983,,. Après le festival, ils décident de continuer le groupe. En juin 1984, Sérgio quitte le groupe.
En 1992, ils sortent leur premier album, Música ligeira nos Países Baixos. Enregistré entre août et décembre 1991, le groupe se compose alors de Rodrigo Barros, de Luiz Ferreira, de Renato Quege, de Cláudio Kobachuk, de Therciano Albuquerque, de Walmor Góes et de Jeffe Otto. Il est produit par Fernando Figueiredo et Théo Werneck, et fait participer André Abujamra (de Selvagem Big Abreu), Bob Gallo, et Edson X, entre autres. Il est publié au label Tinitus Records.
Entre mai et juin 1995, ils entrent en studio pour enregistrer leur deuxième album, Sem suingue. À cette période, le groupe se compose de Rodrigo Barros, Luiz Ferreira, Therciano Albuquerque et Rosinha. Il est produit par Antonio Saraiva, et fait participer Alexandre Cabral, Aramis Guimarães et Renê Bernunça. Le dernier morceau, Levava jurando (pedra que rolou), est interprété par Maxixe Machine, un groupe parallèle de Bastos et Ferreira. L'album est publié indépendamment en 1995.
Marcos Prado, un parolier officiel et élément du groupe qui ne montait pas physiquement sur scène, décède en 1997. Le groupe lui rend hommage en 2006 dans le l'album Aquelas canções do Marcos Prado.
En 2003 sort l'album en hommage à leur vingt ans de carrière, Companhia de Energia Elétrica Beijo AA Força 20 anos. À cette période, le groupe se compose de Rodrigo Barros, Luiz Ferreira, Renato Quege, et Cláudio « Mola » Jones. Il est publié chez Tratore.
Ils mettent un terme à leurs activités en 2007, après la sortie du CD/DVD Beijo AA Força ao vivo. À partir de 2013, ils se produisent sporadiquement à sans composer,.

## Discographie

### Albums studio
- 1992 : Música ligeira nos Países Baixos
- 1995 : Sem suingue
- 2003 : Companhia de energia elétrica Beijo AA Força 20 anos
- 2006 : Aquelas canções do Marcos Prado

### Cassette
- 1987 : O que quer o Brasil que me persegue

### DVD/CD
- 2007 : Beijo AA Força ao vivo